# 2013 au Yukon
Chronologie du Yukon
- 2009
- 2010
- 2011
- 2012
- 2013
- 2014
- 2015
- 2016
- 2017

Cette page concerne des événements d'actualité qui se sont produits durant l'année 2013 dans le territoire canadien du Yukon.

## Politique
- Premier ministre : Darrell Pasloski (Parti du Yukon)
- Chef de l'Opposition officielle : Elizabeth Hanson (NPD)
- Commissaire : Doug Phillips
- Législature : 33e

## Événements
- 8 juillet : le député territorial de Vuntut Gwitchin Darius Elias décide de se joindre du caucus du gouvernement Pasloski au Parti du Yukon[1].

## Décès
- 2 mai : Roddy Blackjack (en), chef de la Little Salmon/Carmacks First Nation (º 1927)
- 28 juin : Roger Coles (en), chef du Parti libéral du Yukon (º 19 septembre 1958)